# Битва при Невіллс-Кроссі
Битва при Невіллс-Кроссі (англ. Neville's Cross) — одна з битв Столітньої війни і війни за незалежність Шотландії, що відбулась 17 жовтня 1346 роки неподалік від Дарема в Англії. Поразка шотландської армії в цій битві призвела до ув'язнення короля Давида II і надовго вивела Шотландію з участі в Столітній війні.

## Військові дії перед боєм
Недовге англо-шотландське перемир'я було порушене в 1345 році походом англійської армії до Галловей. У той же час поновилися військові дії з Францією: 12 липня 1346 року війська Едуарда III висадилися в Нормандії. Вірний союзу з Францією, король Шотландії Давид II вторгся на територію Англії. Однак система оборони північної Англії, добре укріплена Едуардом III, не дала можливості шотландцям домогтися істотних успіхів. Однак, в умовах розгрому французьких військ 26 серпня в битві при Кресі, шотландський король скликав нову армію, до складу якої увійшли загони переважної більшості магнатів країни, і рушив до північної Англії. Розоривши Камберленд, шотландські війська підійшли до Дарема.

## Позиції сторін
Чисельність шотландської армії поблизу Дарема досягала 12 тис. чол. Їй протистояло невелике, трьох-чотирьохтисячне ополчення північно-англійських графств під командуванням Вільяма Ла Зуша, архієпископа Йоркського (за Фруассаром, чисельність армії англійців досягала 11 200 осіб). 17 жовтня війська противників зайняли укріплені позиції південніше Дарема, поблизу від кам'яного хреста Невілла, релікта англо-саксонської епохи.

## Хід битви
Спочатку, спираючись на досвід битв при Кресі і Галідон-Гіллі, сторони прагнули зберегти оборонну позицію. Ця тактика принесла успіх англійцям: град стріл англійських лучників змусив шотландців атакувати. Два з трьох шотландських батальйонів під командуванням короля Давида II перейшли в наступ, але були зім'яті англійцями. Третій батальйон, яким командував Роберт Стюарт, взагалі залишив поле битви. В результаті шотландська армія була розбита, король потрапив у полон. Потрапили в полоні до англійців багато знатні шотландські барони, в їх числі: граф Дуглас, граф Вігтаун, граф Файф, барон Гартлі і багато інших.

## Значення битви при Невіллс-Кроссі
Поразка шотландської армії при Невіллс-Кроссі і полонення Давида II надовго вивели країну з участі в Столітній війні. Почалися переговори про умови викупу короля, які завершилися тільки в 1357 році. Навіть після повернення Давида II до Шотландії він був змушений зберігати мир з Англією. В результаті Едуард III забезпечив собі свободу дій для широкомасштабних кампаній у Франції.